# Tomáš Macháč
Tomáš Macháč, né le 13 octobre 2000 à Beroun, est un joueur de tennis tchèque, professionnel depuis 2017.

## Carrière
Tomáš Macháč remporte son premier titre sur le circuit Challenger en février 2020 au tournoi de Coblence. En septembre de la même année, il se qualifie pour son premier tournoi du Grand Chelem à Roland-Garros dans lequel il pousse au premier tour Taylor Fritz en cinq sets.
En 2021, il remporte son premier match en Grand Chelem à l'Open d'Australie face à Mario Vilella Martínez. En juillet, il participe aux Jeux olympiques de Tokyo grâce à une invitation. Il y bat João Sousa puis s'incline contre Diego Schwartzman.
Il fait partie de l'équipe de Tchéquie de Coupe Davis depuis 2021. Pour sa première sélection, il remporte deux matchs contre Richard Gasquet et Daniel Evans. En 2023, lors de la phase de groupes, il bat en simple l'Espagnol Bernabé Zapata Miralles et le Sud-Coréen Hong Seong-chan pour permettre à son équipe de se qualifier pour la phase à élimination directe. Il signe également une victoire en double sur la paire Nikola Čačić - Novak Djokovic.
Il est en couple avec la joueuse de tennis Kateřina Siniaková.
Fin mars 2024, pour sa première participation au tournoi de Miami, il parvient jusqu'en quarts et devient une des surprises du tournoi. Il écarte ainsi le très jeune Américain Darwin Blanch (6-4, 6-2) puis écarte son premier joueur du top 10 en carrière, le Russe Andrey Rublev (6-4, 6-4), numéro six mondial au second tour. Il renverse en huitièmes de finale la légende britannique Andy Murray dans un match marathon (5-7, 7-5, 7-6), qui révélera s'être blessé en fin de match quelques jours plus tard. Il profite d'un tableau ouvert en éliminant l'Italien Matteo Arnaldi (6-3, 6-3) pour jouer pour la première fois de sa vie les quarts de finale de Masters 1000. Face au numéro trois mondial, Jannik Sinner, vainqueur de l'Open d'Australie, son premier Majeur en début d'année, il s'incline logiquement (4-6, 2-6).
Il joue une première finale sur le circuit ATP en simple à Genève, juste avant Roland-Garros fin mai. Pour cela, il sort le Britannique Jack Draper (7-6, 6-1), les Américains Nicolas Moreno de Alboran (4-6, 7-5, 6-0) et Alex Michelsen (6-3, 7-6) puis le numéro un mondial Novak Djokovic (6-4, 0-6, 6-1). Il s'agit de sa première victoire contre un membre du top 10 sur terre battue. Il affronte en finale le double finaliste de Roland-Garros, Casper Ruud, spécialiste de la surface, qui le prive d'un premier titre (5-7, 3-6).
Il remporte en fin d'année 2024 son premier match à l'US Open contre le vétéran Fabio Fognini (7-5, 6-1, 6-3) et continue d'être impeccable face à l'Américain Sebastian Korda (6-4, 6-2, 6-4), vainqueur quelques semaines plus tôt à Washington et face au Belge David Goffin (6-3, 6-1, 6-2). Il est néanmoins battu sèchement sur l'exact score inverse contre le Britannique Jack Draper alors qu'il joue son premier huitième de finale en Majeur, laissant le soin au Britannique de parvenir pour la première fois de sa carrière en quarts de finale d'un Grand Chelem. Il confirme sa bonne forme en parvenant jusqu'en demi-finale à Tokyo, écartant difficilement l'Australien Alexei Popyrin (6-3, 6-7, 7-5), vainqueur de l'Open du Canada quelques mois plus tôt puis deux Américains, Tommy Paul (2-6, 6-3, 7-6) et le jeune Alex Michelsen (7-6, 6-3). Il est écarté dans un nouveau duel en trois manches par le Français Ugo Humbert (3-6, 6-3, 2-6) aux portes de la finale. 
Enchaînant avec le Masters 1000 de Shanghaï, il y renverse l'Espagnol Alejandro Davidovich Fokina (1-6, 7-6, 6-4) avant de sortir le qualifié Aleksandar Vukic (6-4, 6-2) qui vient tout juste de battre son premier Top 10 en la personne de Casper Ruud. Il renverse encore une fois Tommy Paul (3-6, 6-4, 6-3) pour jouer son deuxième quart de finale en Masters 1000 contre le jeune Carlos Alcaraz, vainqueur de Roland Garros et Wimbledon cette année là. Il se montre solide et surprend les observateurs en remportant le match (7-6, 7-5) contre le numéro deux mondial, n'étant battu qu'en demi-finale, une nouvelle fois par Jannik Sinner, numéro un mondial et auteur de son premier sacre à l'US Open en septembre (4-6, 5-7).
Sa première belle performance de la saison 2025 parvient fin février à Acapulco où il sort son jeune compatriote Jakub Menšík (6-4, 2-6, 6-3) au premier tour avant de se montrer solide face à l'invité Daniel Altmaier (7-6, 6-1) et face au jeune qualifié Learner Tien, tombeur au tour précédent du numéro deux mondial Alexander Zverev (6-3, 7-5). Il efface l'Américain Brandon Nakashima (6-4, 1-6, 6-4) pour jouer sa deuxième finale sur le circuit, la première en ATP 500 et sur dur. Jouant l'Espagnol Alejandro Davidovich Fokina, finaliste à Delray Beach quelques semaines plus tôt, les deux joueurs s'affrontent pour un premier titre en carrière. Le Tchèque s'avère plus solide (7-6, 6-2) et remporte ainsi son premier titre, rejoignant ses compatriotes Jiří Novák et Tomáš Šmíd au palmarès.
Au premier tour de Roland-Garros, il s'incline par forfait face à Quentin Halys, en étant contraint à l'abandon dans le deuxième set à cause d'une blessure au dos (7-64, 4-1).

## Palmarès

### Titre en simple
| No | Date       | Nom et lieu du tournoi                     | Catégorie | Dotation    | Surface    | Finaliste                   | Score     |          |
| -- | ---------- | ------------------------------------------ | --------- | ----------- | ---------- | --------------------------- | --------- | -------- |
| 1  | 24-02-2025 | Abierto Mexicano Telcel por HSBC, Acapulco | ATP 500   | 2 585 410 $ | Dur (ext.) | Alejandro Davidovich Fokina | 7-66, 6-2 | Parcours |

### Finale en simple
| No | Date       | Nom et lieu du tournoi    | Catégorie | Dotation  | Surface      | Vainqueur   | Score    |          |
| -- | ---------- | ------------------------- | --------- | --------- | ------------ | ----------- | -------- | -------- |
| 1  | 19-05-2024 | Gonet Geneva Open, Genève | ATP 250   | 579 320 € | Terre (ext.) | Casper Ruud | 7-5, 6-3 | Parcours |

### Titre en double messieurs
| No | Date       | Nom et lieu du tournoi     | Catégorie | Dotation  | Surface    | Partenaire    | Finalistes                             | Score    |          |
| -- | ---------- | -------------------------- | --------- | --------- | ---------- | ------------- | -------------------------------------- | -------- | -------- |
| 1  | 05-02-2024 | Open 13 Provence Marseille | ATP 250   | 724 015 € | Dur (int.) | Zhang Zhizhen | Patrik Niklas-Salminen Emil Ruusuvuori | 6-3, 6-4 | Parcours |

## Parcours dans les tournois duGrand Chelem

### En simple
| Année | Open d'Australie | Open d'Australie  | Internationaux de France | Internationaux de France | Wimbledon       | Wimbledon       | US Open         | US Open              |
| ----- | ---------------- | ----------------- | ------------------------ | ------------------------ | --------------- | --------------- | --------------- | -------------------- |
| 2020  | —                | —                 | 1er tour (1/64)          | Taylor Fritz             | Annulé          | Annulé          | —               | —                    |
| 2021  | 2e tour (1/32)   | Matteo Berrettini | —                        | —                        | —               | —               | —               | —                    |
| 2022  | 2e tour (1/32)   | Maxime Cressy     | —                        | —                        | —               | —               | 1er tour (1/64) | B. van de Zandschulp |
| 2023  | 1er tour (1/64)  | Casper Ruud       | —                        | —                        | 1er tour (1/64) | Cameron Norrie  | —               | —                    |
| 2024  | 3e tour (1/16)   | Karen Khachanov   | 3e tour (1/16)           | Daniil Medvedev          | 2e tour (1/32)  | Roman Safiullin | 1/8 de finale   | Jack Draper          |
| 2025  | 3e tour (1/16)   | Novak Djokovic    | 1er tour (1/64)          | Quentin Halys            | 2e tour (1/32)  | August Holmgren |                 |                      |

N.B. : à droite du résultat se trouve le nom de l'ultime adversaire.

### En double messieurs
| 2024 | 1/2 finale Zhang Z. \|\| style="text-align:left;" \| R. Bopanna M. Ebden | 1/4 de finale Zhang Z. \|\| style="text-align:left;" \| M. Granollers H. Zeballos | 2e tour (1/16) Zhang Z. \|\| style="text-align:left;" \| M. González A. Molteni | — | — |

N.B. : le nom du partenaire se trouve sous le résultat ; les noms des ultimes adversaires se trouvent à droite.

### En double mixte
| Année | Open d'Australie                                                                      | Open d'Australie | Internationaux de France | Internationaux de France | Wimbledon | Wimbledon | US Open | US Open |
| ----- | ------------------------------------------------------------------------------------- | ---------------- | ------------------------ | ------------------------ | --------- | --------- | ------- | ------- |
| 2022  | 1er tour (1/16) K. Siniaková \|\| style="text-align:left;" \| N. Kichenok S. González | —                | —                        | —                        | —         | —         | —       |         |

N.B. : le nom de la partenaire se trouve sous le résultat ; les noms des ultimes adversaires se trouvent à droite.

## Parcours dans lesMasters 1000
| Année | Indian Wells         | Miami                   | Monte-Carlo          | Madrid              | Rome            | Canada            | Cincinnati           | Shanghai             | Paris                   |
| ----- | -------------------- | ----------------------- | -------------------- | ------------------- | --------------- | ----------------- | -------------------- | -------------------- | ----------------------- |
| 2022  | 2e tour D. Medvedev  | —                       | —                    | —                   | —               | —                 | —                    | n.o.                 | —                       |
|       |                      |                         |                      |                     |                 |                   |                      |                      |                         |
| 2024  | 2e tour A. Mannarino | 1/4 de finale J. Sinner | —                    | 2e tour B. Shelton  | —               | —                 | 1er tour M. Purcell  | 1/2 finale J. Sinner | 1er tour A. Rinderknech |
| 2025  | 2e tour Y. Watanuki  | 1/8 de finale Forfait   | 2e tour A. de Minaur | 2e tour J. Fearnley | 3e tour T. Paul | 2e tour R. Opelka | 2e tour A. Mannarino |                      |                         |

N.B. : sous le résultat se trouve le nom de l’ultime adversaire.

## Parcours auxJeux olympiques

### En simple
| # | Date       | Nom de l'olympiade         | Surface             | Résultat       | Ultime adversaire | Score    |          |
| - | ---------- | -------------------------- | ------------------- | -------------- | ----------------- | -------- | -------- |
| 1 | 24/07/2021 | Olympic Tennis Event Tokyo | Dur (ext.)          | 2e tour (1/16) | Diego Schwartzman | 6-4, 7-5 | Parcours |
| 2 | 27/07/2024 | Olympic Tennis Event Paris | Terre battue (ext.) | 2e tour (1/16) | Alexander Zverev  | 6-3, 7-5 | Parcours |

### En double
| # | Date       | Nom de l'olympiade         | Surface             | Résultat                 | Partenaire    | Ultimes adversaires       | Score    |          |
| - | ---------- | -------------------------- | ------------------- | ------------------------ | ------------- | ------------------------- | -------- | -------- |
| 1 | 27/07/2024 | Olympic Tennis Event Paris | Terre battue (ext.) | 4e place (petite finale) | Adam Pavlásek | Taylor Fritz · Tommy Paul | 6-3, 6-4 | Parcours |

### En double mixte
| # | Date       | Nom de l'olympiade         | Surface             | Résultat | Partenaire         | Ultimes adversaires        | Score            |          |
| - | ---------- | -------------------------- | ------------------- | -------- | ------------------ | -------------------------- | ---------------- | -------- |
| 1 | 27/07/2024 | Olympic Tennis Event Paris | Terre battue (ext.) | Or       | Kateřina Siniaková | Wang Xinyu · Zhang Zhizhen | 6-2, 5-7, [10-8] | Parcours |

## Victoires sur le top 10
Toutes ses victoires sur des joueurs classés dans le top 10 de l'ATP lors de la rencontre.
| Légende      |
| Grand Chelem |
| Masters 1000 |
| ATP 500      |
| ATP 250      |

| # | T.M.  | Tournoi  | Année | Surface      | Adversaire      | Rang | Tour | Score          |
| - | ----- | -------- | ----- | ------------ | --------------- | ---- | ---- | -------------- |
| 1 | no 60 | Miami    | 2024  | Dur          | Andrey Rublev   | no 6 | 1/32 | 6-4, 6-4       |
| 2 | no 44 | Genève   | 2024  | Terre battue | Novak Djokovic  | no 1 | 1/2  | 6-4, 0-6, 6-1  |
| 3 | no 33 | Shanghai | 2024  | Dur          | Carlos Alcaraz  | no 2 | 1/4  | 7-65, 7-5      |
| 4 | no 27 | Vienne   | 2024  | Dur (int.)   | Grigor Dimitrov | no 9 | 1/16 | 65-7, 6-4, 6-3 |

## Classements ATP en fin de saison
| Année          | 2018 | 2019 | 2020 | 2021 | 2022 | 2023 | 2024 |
| Rang en simple | 642  | 333  | 195  | 143  | 98   | 78   | 25   |
| Rang en double | 996  | 940  | 811  | 472  | 1255 | –    | 50   |

Source : (en) Classements de Tomáš Macháč sur le site officiel de la Fédération internationale de tennis